# Il principe di Homburg
Il principe di Homburg è un dramma di Heinrich von Kleist, considerato dai più il suo capolavoro. Scritta nel 1808, è stata rappresentata a Vienna solo dieci anni dopo la morte di von Kleist, nel 1821. Diventato il testo emblematico della dicotomia tra l'obbedienza agli ordini ed il fare ciò che è giusto, è stato più volte ripreso nel teatro e nella cinematografia. Da ricordare le riduzioni cinematografiche Principe di Homburg di Gabriele Lavia e di Marco Bellocchio.
Dal dramma di von Kleist è stata tratta l'opera Der Prinz von Homburg, in tre atti, con musica di Hans Werner Henze su libretto di Ingeborg Bachmann (1926-1973). Completata nel 1958, fu rappresentata per la prima volta il 22 maggio 1960 ad Amburgo.

## Trama
La vicenda è ambientata nel 1675, durante le Guerre nordiche.
Federico di Homburg, ambizioso generale di cavalleria e parente dell'Elettore del Brandeburgo, soffre di sonnambulismo. La notte prima di una decisiva battaglia contro gli svedesi, a Fehrbellin, viene infatti trovato dalla corte mentre intreccia una corona di alloro nel giardino.
L'Elettore, per vedere dove arriva, gli toglie la corona dalle mani e la dà alla nipote, Natalia: sempre addormentato, il principe allora si dichiara alla ragazza (che nella realtà ama, ma a cui non si è ancora dichiarato). L'Elettore, che da garante delle leggi e dei cerimoniali può capire i suoi sogni di gloria, ma non che si passino i limiti del pudore, ordina alla corte di ritirarsi, e ricorda a Federico: "certe cose non si conquistano in sogno".
Pochi minuti dopo, il principe viene svegliato dall'amico Hohenzollern; turbato dall'ennesima notte in giro (sa di essere sonnambulo, ma non sarebbe conveniente dirlo), nel corso dei preparativi si trova in mano un guanto, che casualmente, nel corso di quello che credeva un sogno, ha sfilato a Natalia. Sconvolto, alla successiva riunione del Corpo di Stato Maggiore, Homburg non sente perciò gli ordini per la battaglia; il giorno dopo, difatti, fa partire la cavalleria prima del tempo.
La battaglia viene vinta; ma la gioia viene offuscata dalla notizia della morte in battaglia dell'Elettore. Natalia, che con la morte dello zio non avrebbe più parenti in vita a proteggerla, è la più disperata: Homburg trova così l'occasione per dichiararsi seriamente a lei, e scopre di essere ricambiato. Subito dopo arriva la notizia che l'Elettore è ancora vivo: a morire è stato il suo scudiero.
Ma l'Elettore, anche se la battaglia è stata vinta, non può lasciare impunito l'atto di insubordinazione del parente e ordina così di porlo agli arresti: Homburg è sconvolto ma, ancora aggrappato al proprio sogno, crede che sia solo una formalità.
Quando però viene a sapere della condanna a morte e vede passando la sua futura tomba, capisce di dover morire, e si dispera: la sua ultima speranza è riposta nella zia e in Natalia. Mentre l'Elettrice gli consiglia di dominarsi e pensare seriamente al da farsi, Natalia decide di accorrere in suo soccorso: andrà a perorare la sua causa presso l'Elettore.
Questi, avendo saputo della richiesta di grazia, decide di dare una possibilità al principe: se questi ritiene che il giudizio sia ingiusto, sarà graziato. Natalia, felicissima, porta la risposta all'amato Federico: ma questi, riflettendo seriamente, ha capito che l'Elettore sta facendo solo quello che la legge impone. Decide perciò di rinunciare all'opportunità offerta, e accetta senza ripensamenti di morire: nemmeno una petizione e un'azione di forza del suo reggimento riescono a fargli cambiare idea.
Ma quella che il principe ritiene un'esecuzione, in realtà si rivelerà essere il proprio matrimonio con l'adorata Natalia. Il suo sogno di gloria e di amore si è realizzato. Ma tutto il suo dramma in realtà si rivela solo un sogno di cui è stato vittima per via del sonnambulismo; infatti viene svegliato nel giardino con la scena finale che è la replica di quella iniziale ma con la esplicitazione che trattavasi di un sogno.